# Jackson megye (Michigan)
Jackson megye az Amerikai Egyesült Államokban, azon belül Michigan államban található. Megyeszékhelye és legnagyobb városa Jackson. Lakosainak száma 160 366 fő (2020. április 1.). Jackson megye Ingham, Hillsdale, Livingston, Washtenaw, Lenawee, Calhoun és Eaton megyékkel határos.

## Népesség
A megye népességének változása:
| Lakosok száma | 160 150 | 159 747 | 160 251 | 160 369 | 159 494 | 160 366 |
|               | 2010    | 2011    | 2012    | 2013    | 2015    | 2020    |